# Goli Vrh, Krško
Goli Vrh este o localitate din comuna Krško, Slovenia, cu o populație de 14 locuitori.